# Signes et symboles de Kabylie
Les signes et symboles de Kabylie se retrouvent, réunis dans des compositions de grande valeur esthétique, dans sept domaines différents : les poteries et « ikoufan », les décorations murales des maisons, les tapis, l'art mobilier notamment les coffres, les tissages, les bijoux et les tatouages. Parfois niée dans les années 1930, leur signification magique et ésotérique a été depuis reconnue et progressivement analysée.

Localisation de la Kabylie.

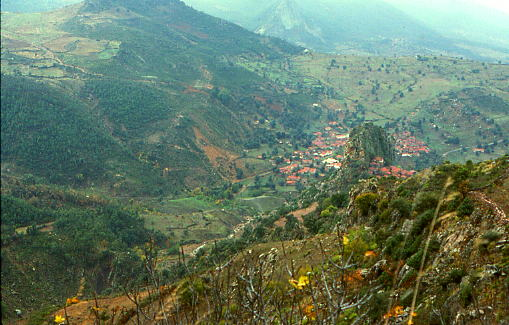
Paysage de Kabylie, dans le Djurdjura.

## Poterie

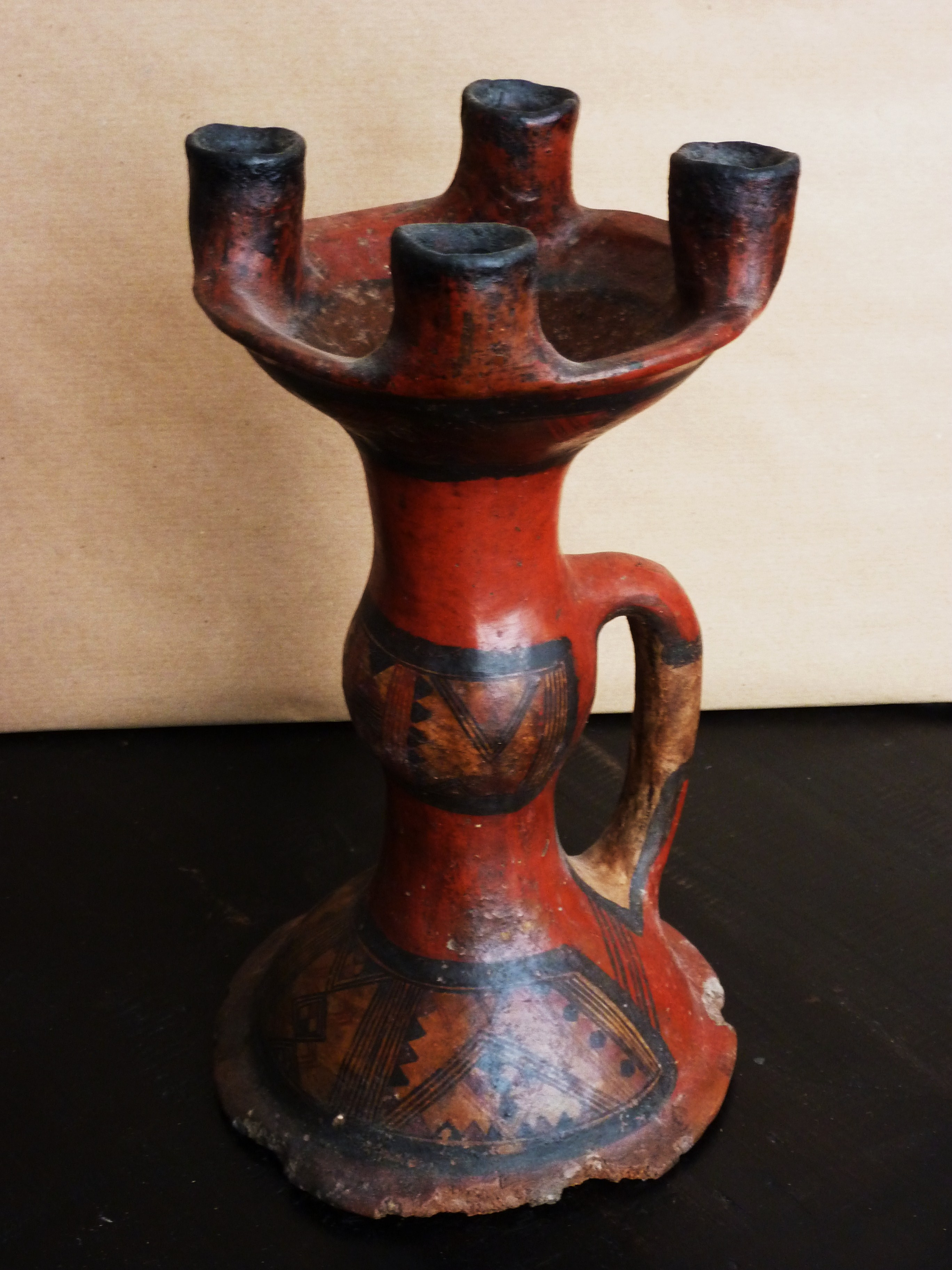
Lampe kabyle.

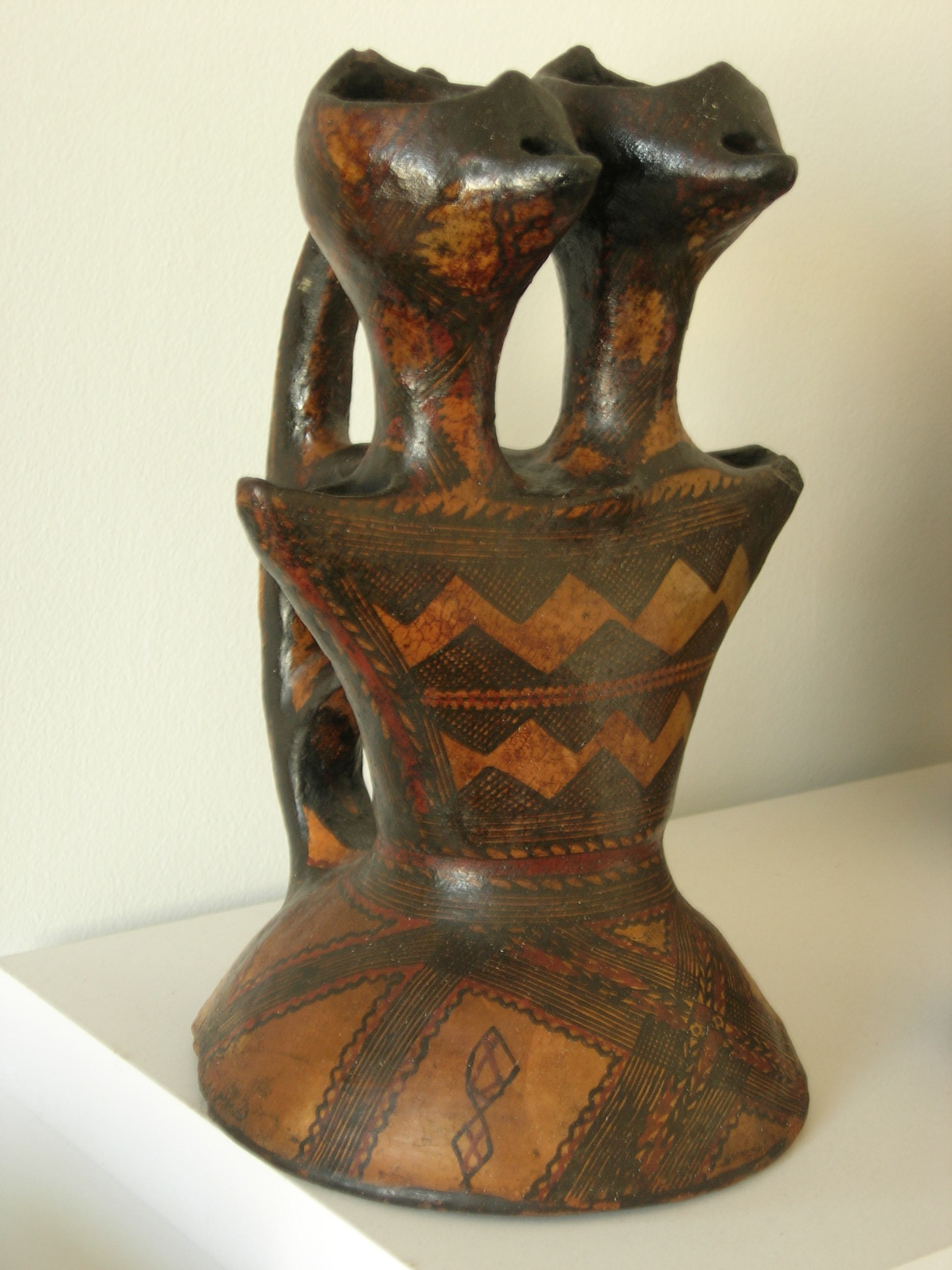
Lampe double kabyle dite de mariage.

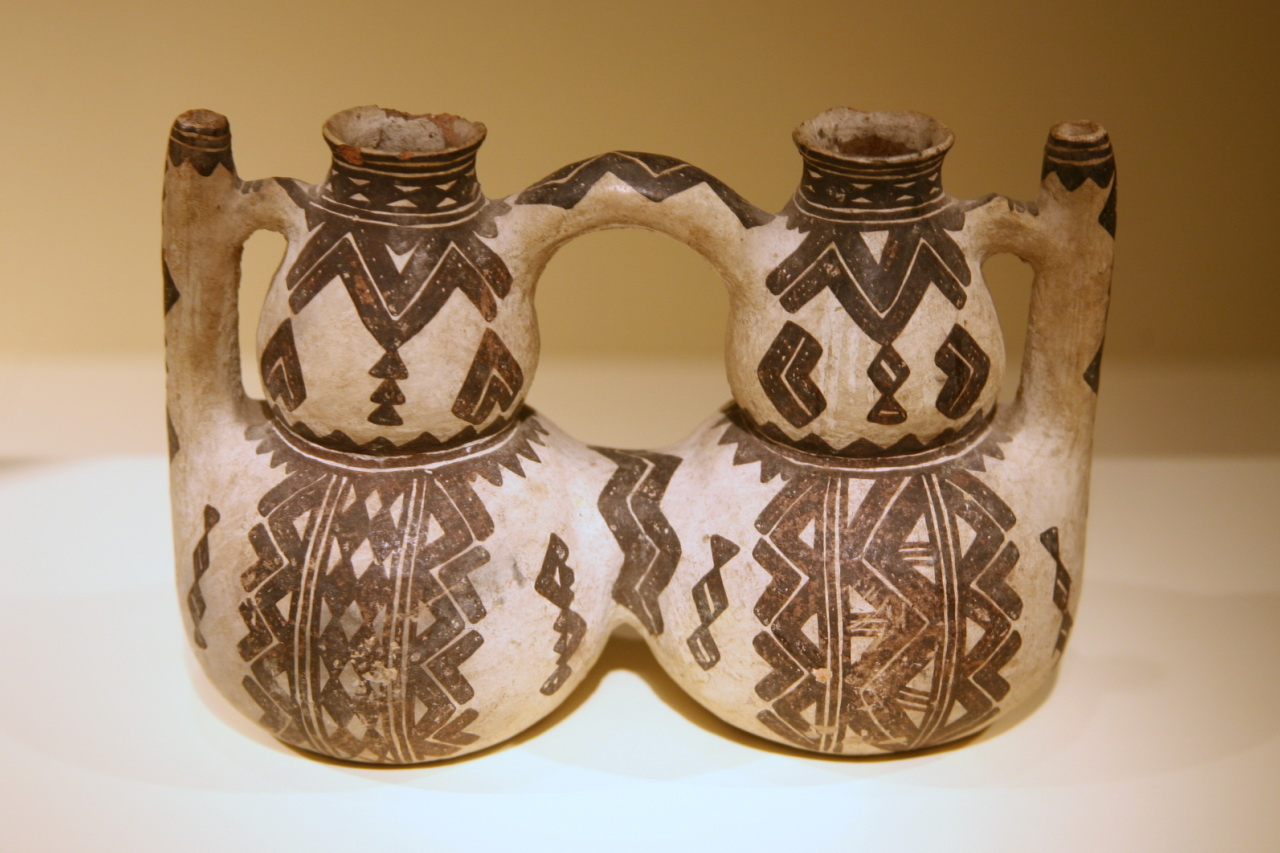
Poterie kabyle.

Constituant une « écriture spécifiquement féminine », puisque relevant des seules femmes, les signes graphiques de Kabylie présentent tous les mêmes motifs de base. Cet art traditionnel s'est mieux conservé sur les poteries anciennes (lampes à huile, plats, cruches, pots à lait, à eau ou à bouillon et gourdes), les décorations murales se trouvant renouvelées tous les ans. Selon Makilam, « ces signes révèlent la conscience d'autonomie des femmes kabyles et du savoir ésotérique dont elles étaient les seules dépositaires dans la société traditionnelle à l'exclusion des hommes ».

### Les poteries peintes

#### Origines des décors peints: premières hypothèses
Les analyses de Gabriel Camps, dans l'ouvrage qu'il publie en 1962, s'ouvrent sur l'énoncé d'un paradoxe: « Le décor peint sur vases, qui fait aujourd'hui le succès de la poterie kabyle et qui existe dans ce pays au moins depuis la fin du Ier millénaire av. J.-C. n'a été reconnu que très récemment sur les poteries anciennes (…). L'existence de ce mode de décoration durant l'Antiquité avait été mise en doute ou même délibérément niée par les meilleurs esprits ». 
Les ethnographes et archéologues, reconnaissant cependant à partir de 1900 dans les campagnes de Kabylie les deux grands courants de la poterie peinte de l'Orient classique (peinture sur engobe rouge ou blanc), pensent pouvoir établir un lien de filiation. D. Randall Maciver et A. Wilkin développent en 1901 l'hypothèse d'une origine orientale, égyptienne et chypriote, de la poterie rurale nord-africaine. 
Pour J.-L. Myres, en 1902, la poterie kabyle, modelée à la main, constitue une survivance de techniques pré-carthaginoises, puisque les colons puniques connaissaient déjà l'usage du tour. Ses thèses pourraient être résumées, selon Camps, en quatre propositions : « La poterie kabyle peinte sur fond rouge est d'origine néolithique; la poterie à engobe blanc doit l'origine de son décor géométrique à un vieux fond stylistique nord-africain; elle est directement à l'origine de la poterie de même type qui apparaît en Sicile à la fin du Néolithique et à l'âge du bronze, mais elle a elle-même assez fortement subi l'influence des poteries modelées de navigateurs orientaux d'abord, de la céramique tournée des premiers colons puniques ensuite ».
En 1911 et 1916 Arnold van Gennep écarte les hypothèses d'origines égyptienne ou cananéenne au profit de Chypre. Les analogies que l'on observe dans les décors des poteries de Kabylie, de Grèce, des Balkans ou du Danube sont selon lui la conséquence d'une filiation commune à partir des îles de la Méditerranée orientale. Il voit plus précisément dans la poterie chypriote l'origine de la poterie kabyle. Ce n'est que peu avant et pendant la seconde guerre mondiale que la « théorie chypriote » de Van Gennep commence de recevoir des critiques qui conduiront à son abandon.
En 1937 une autre théorie est parallèlement développée par L. Poinssot et J. Revault. Le décor rural avait selon eux pour origine les tissages, tentes, sangles et sacs ornés des nomades chameliers de Syrie et d'Arabie. Se heurtant à des impossibilités historiques et à des invraisemblances, cette hypothèse n'était pas plus satisfaisante que la précédente.
Le docteur E.-G. Gobert exprime quelques années plus tard qu'aucun argument ne permet de penser « qu'il existe des poteries à la main peintes dans le Maghreb et qui dateraient de l'Antiquité », aucun document ne prouvant l'existence du décor rural nord-africain au-delà du XIXe siècle. Par là même la théorie des origines orientales du décor kabyle perdait tout sens. Le docteur Gobert préfère invoquer la loi des convergences, selon laquelle « le décor géométrique rectilinéaire naît spontanément dans des régions très éloignées lorsque des civilisations différentes arrivent au même degré d'évolution ». Selon cette thèse, reprise jusqu'en 1955, il est donc impossible d'établir une filiation entre les poteries anciennes de l'Orient et celle du Maghreb.

#### Les origines protohistoriques des poteries peintes

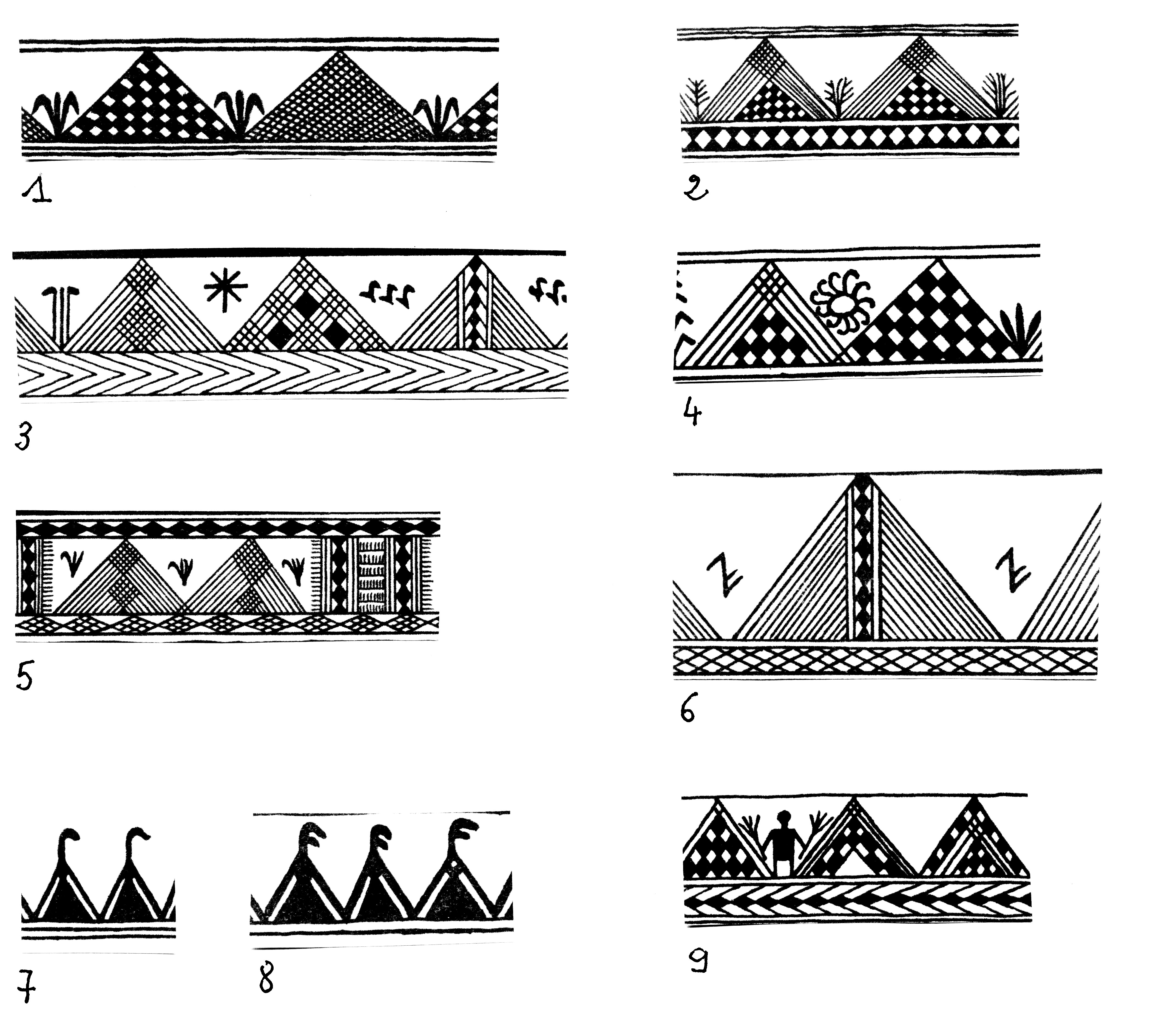

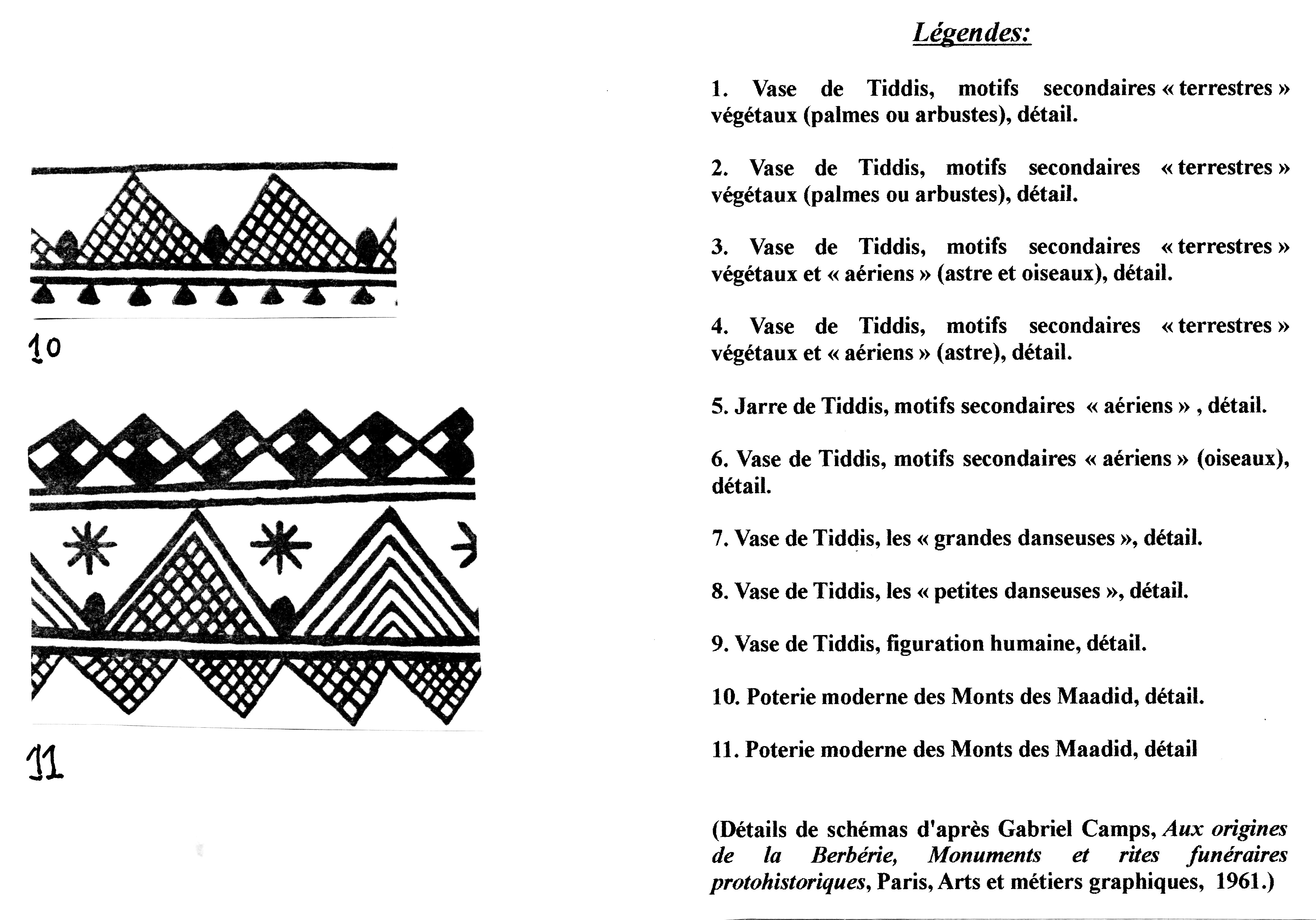
Décors de vases de Tiddis et décors de poteries modernes.

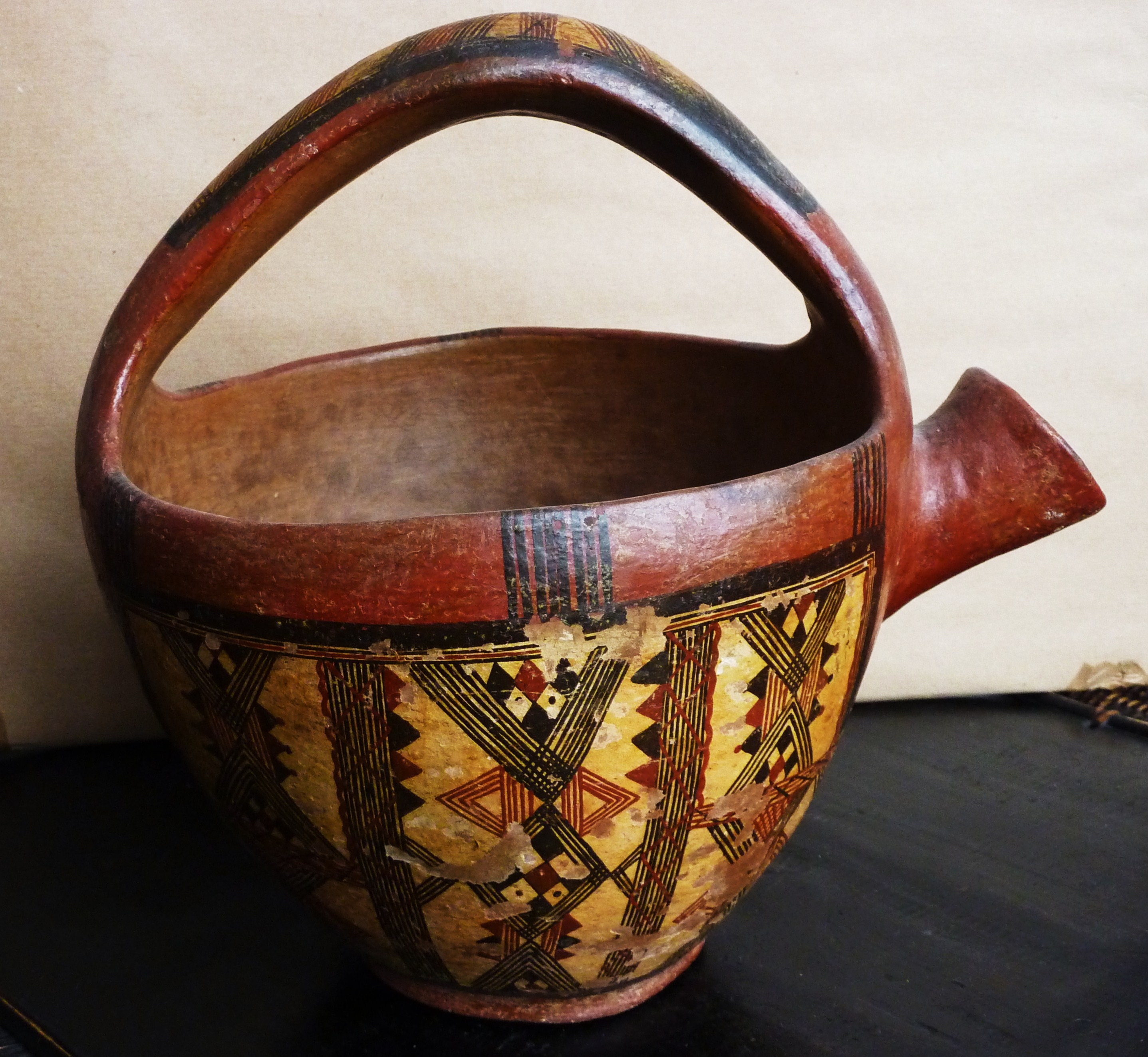
Pot traditionnel kabyle, vers 1970.

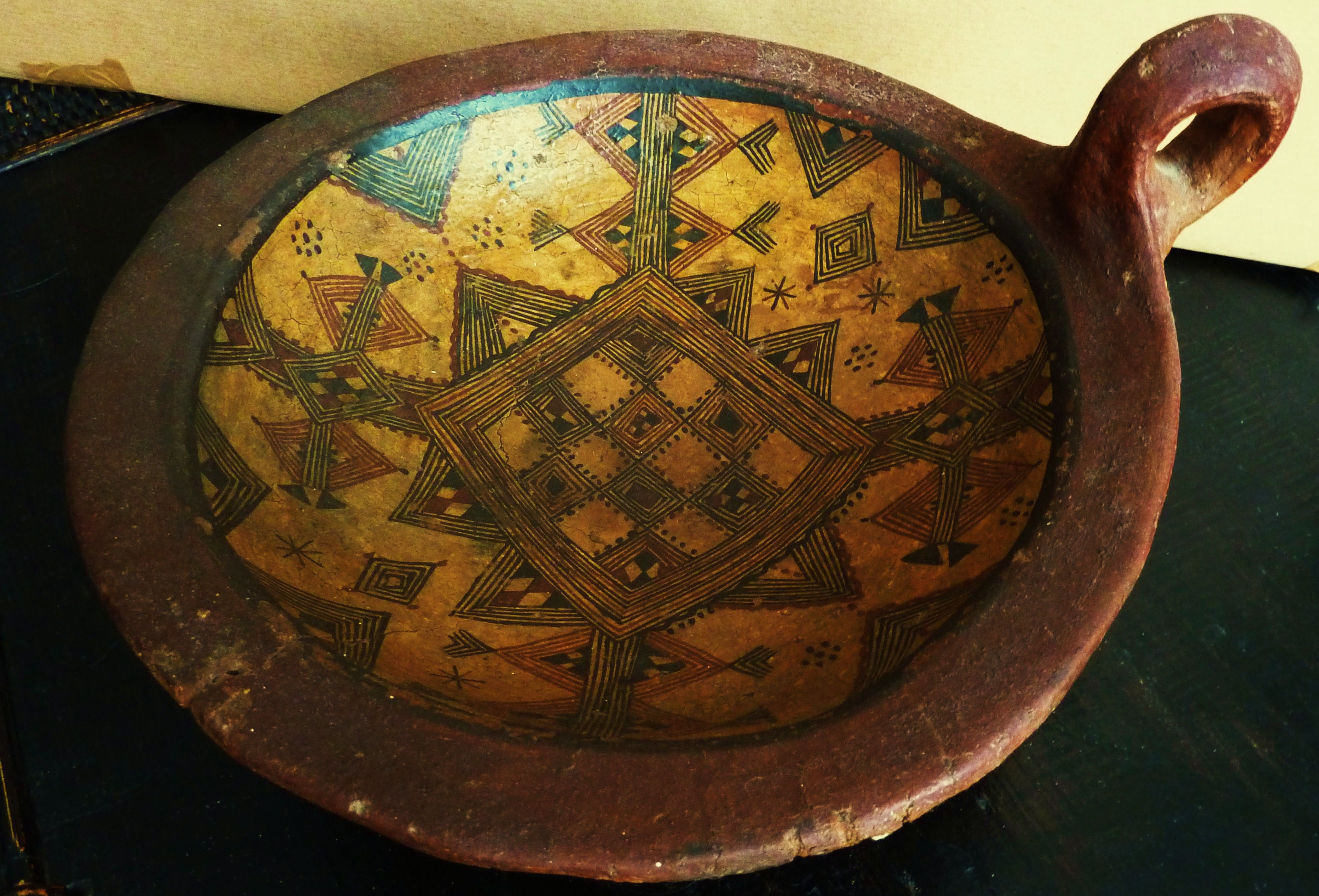
Plat traditionnel kabyle, vers 1970.

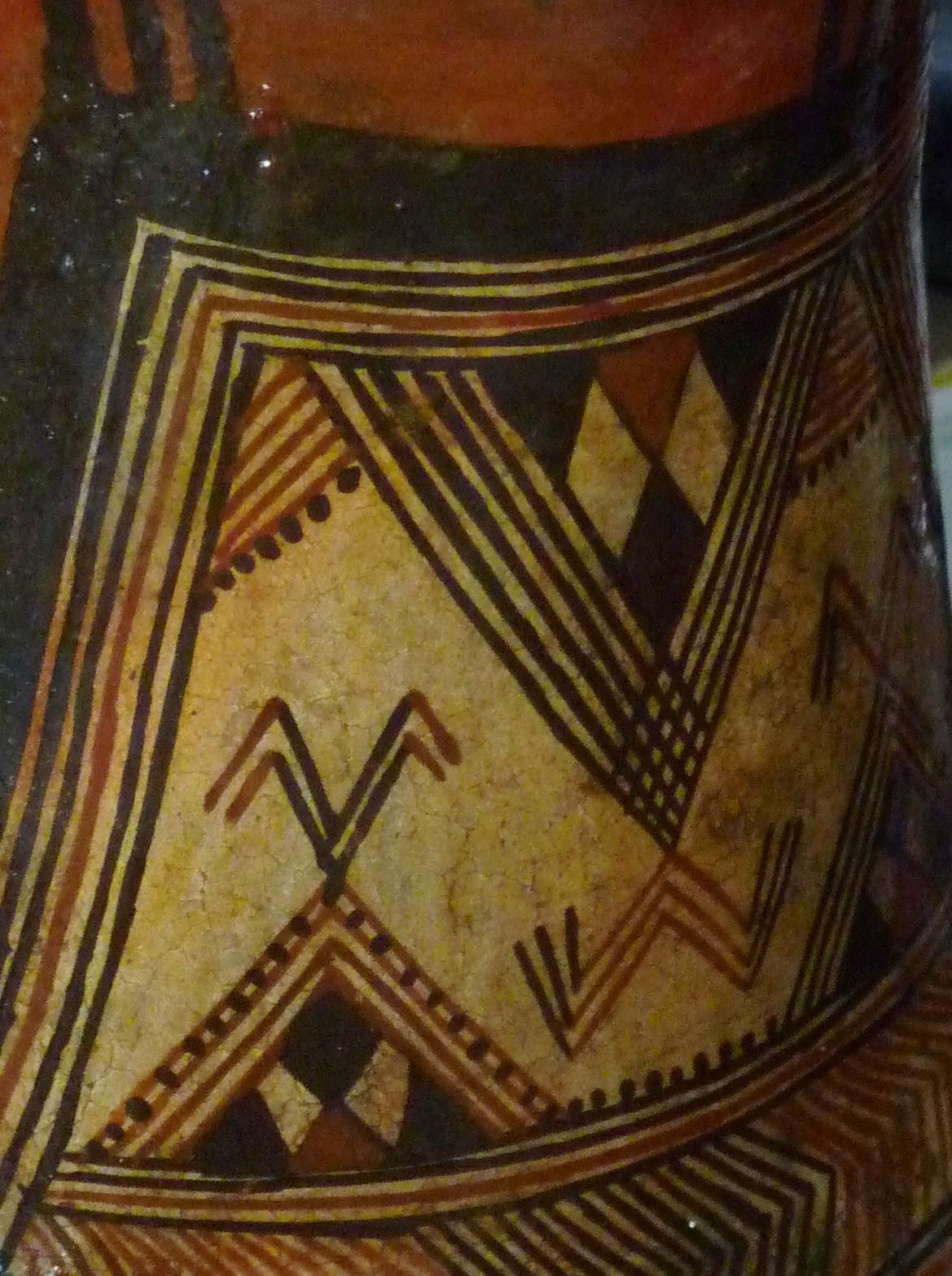
Poterie traditionnelle kabyle, détail, vers 1970.

Pour Gabriel Camps, la « théorie des convergences », si elle peut s'imposer du point de vue précis des techniques humaines et « tant que l'humanité préhistorique est constituée de petits groupes isolés, sans relations entre eux, devient plus aléatoire dès qu'apparaissent les traces d'échange entre les clans, et semble devoir être rejetée lorsque la navigation et le commerce assurent des contacts fréquents entre les peuples. ». Inventoriant les témoignages, une dizaine en 1940, de l'existence d'une poterie peinte antique au Maghreb, l'auteur fait état de la découverte entre 1951 et 1955 de nouveaux vases modelés et peints, manifestant « sans doute possible, que dès la fin de la Préhistoire la poterie modelée maghrébine était susceptible d'être ornée de peintures tout comme la céramique moderne ». Il en tire la conclusion que « l'existence de ces poteries et les caractères « actuels » de leur décor contraignent (...) à reposer sur des bases nouvelles le problème des origines de la poterie berbère».
Les vases peints de l'Antiquité maghrébine sont selon Gabriel Camps ornés de cinq manières différentes. Au-delà des vases à engobe total rouge, à bandes et réservés d'engobe rouge  et à bandes rouges sur engobe blanc, l'auteur s'attache particulièrement à une quatrième classe qui présente un décor géométrique complexe, la dernière, de localisation saharienne, apparaissant plus tardive. Le caractère différent des motifs peints le mènent à y distinguer le style de Gastel (région de Tébessa) et celui de Tiddis (région de Constantine). Ce dernier se caractérise par la présence d'une bande ininterrompue de triangles toujours orientés vers le haut, généralement remplis à l'aide de deux ou trois systèmes alternés (le plus fréquemment quadrillage simple et damier). 
Entre les triangles l'espace est occupé par des motifs, placés à la partie inférieure ou supérieure, qui n'occupent qu'une faible partie du décor. Les premiers, désignés arbitrairement comme « terrestres », inspirés du règne végétal,  évoquent des palmes ou des arbustes composés de plusieurs tiges (figures no 1 et 2), parfois très schématisées (figure no 3). Camps observe que devant le même motif placé en position supérieure (figure no 5), une potière kabyle avait plutôt eu l'impression qu'il s'agissait de mains. Les autres motifs, dits « aériens », évoquent oiseaux (figures no 3 et 6) et astres (figures no 3 et 4). D'autres vases présentent une figuration humaine (figure no 9), ainsi que plusieurs frises, d'oiseaux, sans doute des canards et des rapaces, ou de « danseuses » (figures no 7 et 8). Pour Gabriel Camps « la similitude est étonnante » entre le « style de Tiddis » et le décor de triangle, chevrons et losanges, de la céramique modelée dans toute la Petite Kabylie (figures no 10 et 11). « Les vases de Tiddis sont, dans toute l'acception du terme » des vases « kabyles » ».
Par sa technique et la conception de ses décors, étendus à la quasi-totalité des vases, la poterie berbère modelée moderne est indissociable de la poterie des temps antiques et protohistoriques. Selon la loi de la « schématisation triangulaire », les figurations sont par degrés « réduites à un tracé triangulaire et reçoivent un remplissage géométrique », lui-même peut-être plus ancien puisqu'apparaissant déjà dans certaines gravures rupestres néolithiques. Elles finissent par apparaître ainsi comme des « rébus symboliques », la même « schématisation abusive» à l'œuvre dans les motifs peints, tissés ou tatoués ayant pour conséquence que le même motif peut représenter et être interprété de multiples façons. 
Quant à l'origine de cette conception esthétique, elle ne peut être selon Camps que très ancienne « mais postérieure à l'époque du grand art naturaliste néolithique » : « son apparition peut être mise en parallèle avec un nouvel apport humain  méditerranéen et le développement des relations avec les péninsules et les grandes îles de la Méditerranée occidentale », tandis que « commencent aussi les premières navigations des peuples marins venus du Levant ». La schématisation triangulaire n'est pas, en effet, une exception: on la retrouve dans la poterie chalcolithique de l'Iran ou de la Mésopotamie comme sur certains vases mycéniens et les poteries du début de l'Âge du fer dans la mer Égée. Des rives du golfe Persique jusqu'au voisinage de Gibraltar une même conception esthétique recouvre la totalité de l'aire méditerranéenne, manifestant « l'unité du plus vieux fonds artistique de cette partie du monde ». Pour Camps, l'art berbère s'insère dans cet ensemble, aucun élément constitutif ne lui appartenant en propre, mais présente l'originalité d' « un extraordinaire conservatisme ». Tandis que le décor rectilinéaire ne présente ailleurs qu'un caractère épisodique, il s'est maintenu depuis son apparition sans changement sensible dans le Maghreb.
La thèse de Gabriel Camps est que la céramique modelée berbère à fond plat, de par ses formes et l'absence d'incision ou de relief, « n'est pas directement issue de la poterie néolithique; elle est arrivée par mer, en Afrique », se rattachant à un ensemble méditerranéen qui s'organise d'abord en Orient puis gagne les péninsules méditerranéennes et l'est du Maghreb au cours du IIe millénaire, au cours de l'âge du bronze moyen et final. « Tout se passe comme si une céramique à fond plat sans décor peint, mais munie d'appendices divers et d'incisions, avait d'abord pénétré, venant d'Italie et des îles (Sardaigne, Sicile, Pantelleria), en Tunisie et en Algérie orientale, et comme si cette céramique avait été ensuite concurrencée, puis éliminée par une autre vague ignorant le décor incisé ou en relief, mais portant une riche décoration peinte », le premier style s'étant cependant conservé dans les Aurès.

#### Les survivances d'une écriture-mère méditerranéenne?
Jean-Bernard Moreau publie en 1976 à Alger un ouvrage dans lequel il situe les signes et symboles de Kabylie dans le long devenir des symboles méditerranéens. Pour lui, l'écriture symbolique précède et est à l'origine des caractères, réduits à de simples sonorités, des écritures alphabétiques. Ainsi les signes des poteries kabyles, comme aux Maâtkas, « qui vont jusqu'à former de véritables textes, ne peuvent qu'être antérieurs aux premières écritures archaïques». 
Ayant recensé les principaux signes utilisés par les potières de Maâtkas, l'auteur, en quatre tableaux comparatifs, manifeste d'abord leur « parenté » avec les signes préhistoriques (Lascaux, Pech Merle, gravures rupestres franco-cantabriques, galets peints du Mas-d'Azil), les hiéroglyphes hittites et crétois, les signes  proto-indiens, les gravures néolithiques sur os de la Chine archaïque et l'écriture préalphabétique de Sumer. Il montre ensuite, en comparant les signes du Libyque, Numide, Tifinagh, Phénicien, Arabique, Ibérique, Étrusque et Latin que la totalité des lettres des écritures alphabétiques de la Méditerranée archaïque « sont identiques, par le graphisme, aux signes idéographiques du répertoire berbère traditionnel ». À partir de cette constatation, l'auteur formule l'hypothèse selon laquelle « toutes les premières écritures alphabétiques méditerranéennes ont puisé le graphisme de leurs caractères dans un même fonds symbolique préexistant ». Jean-Bernard Moreau relève, au-delà, des caractères identiques, « par le graphisme, sinon par le sens », aux signes berbères (tatouages, peintures murales, poteries et tissages) dans l'ancien Orient : Chine archaïque, Chypre, Brahmi, Turkestan.
L'auteur en tire la conclusion « que l'écriture symbolique type des Maatkas, dans l'art traditionnel berbère, né de la Préhistoire (…) est elle-même à la source des écritures alphabétiques méditerranéennes, de l'Ibérie au Moyen-Orient, dont les lettres sont empruntées au mode graphique des symboles de base ». Elle aurait ainsi réussi à véhiculer à travers des millénaires « l'écriture-mère, la plus ancienne, celle qui aurait donné naissance au libyque et dont se seraient inspirées, pour le graphisme, les civilisations archaïques de la Méditerranée ».
Jean-Bernard Moreau souligne encore que les décors des vases berbères du IIe siècle av. J.-C. trouvés dans la nécropole de Tiddis et conservés au musée national du Bardo à Alger « sont des prédécesseurs numides » des signes peints par les potières de Kabylie, « ce qui prouve qu'en deux mille ans la tradition s'est transmise intacte ».

### Les «ikoufan» (jarres)

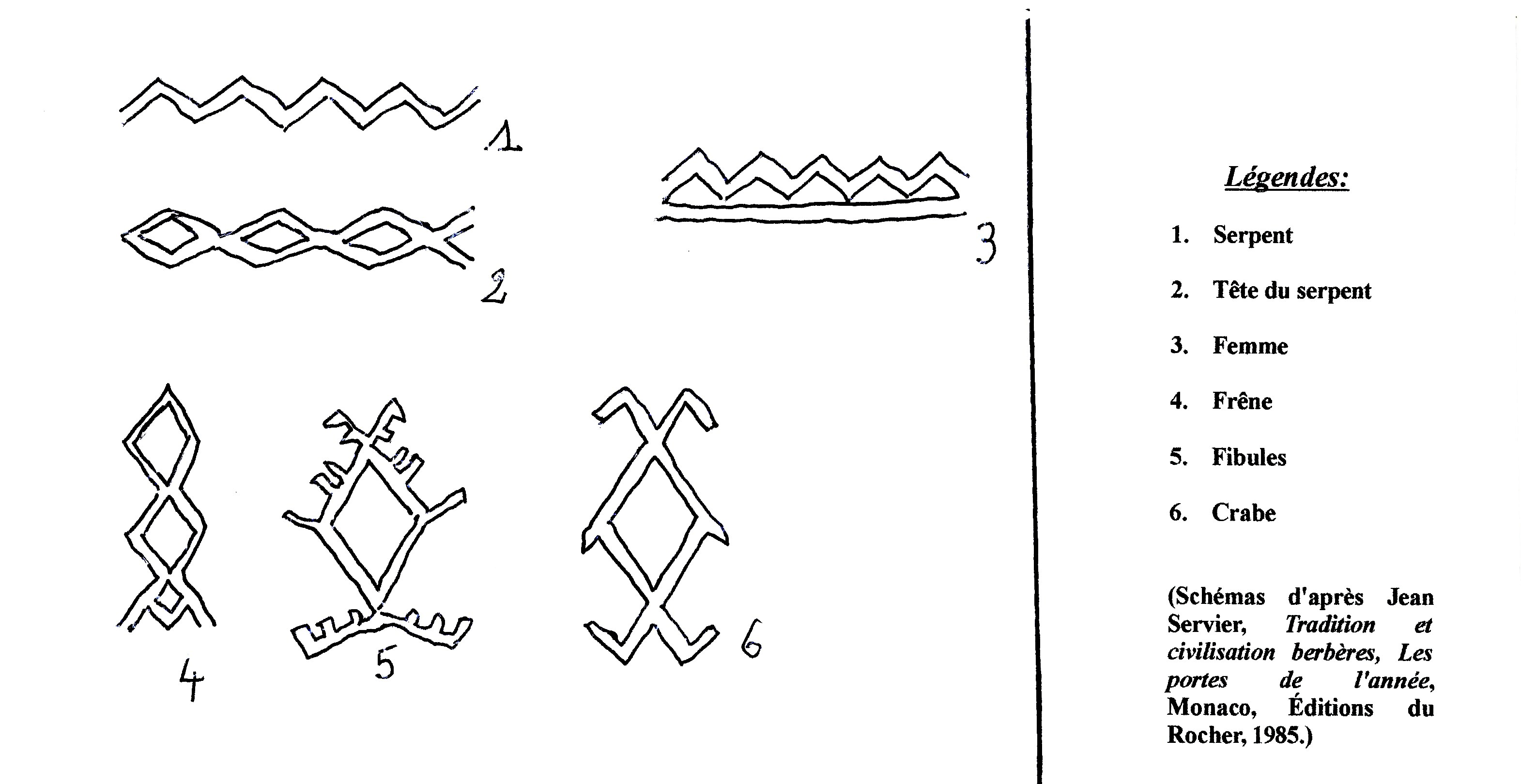
Signes d'« ikoufan ».

Dans Tradition et civilisation berbères, l'ethnologue Jean Servier n'évoque la question de la signification des signes en Kabylie qu'à propos des « ikoufan », pluriel de « akufi ». L'« akufi », ayant la forme d'un tonneau plus étroit à la base qu'au sommet (en Grande Kabylie et au Chenoua) ou celle d'un parallélépipède (région d'Azazga, Petite Kabylie et Kabylie Maritime), est le récipient destiné à conserver les céréales et les figues sèches. Poteries crues confectionnées par les femmes avec de l'argile schisteuse blanche mêlée de bouse de vache, les « ikufan » portent des ornements en reliefs, ce qui les distingue de toute la poterie kabyle cuite à feu ouvert, laquelle porte des motifs peints ou légèrement incisés. On en trouve généralement deux ou trois dans une maison, fixés sur une soupente. Comme les murs des maisons traditionnelles, ils sont badigeonnés avec un englobe liquide (« tumlilt ») préparé avec la même argile. L'auteur aborde brièvement quelques-uns de ces ornements (dont deux planches présentent les relevés) : la ligne brisée ou ondulée (le serpent, signe de la résurrection et des morts) et les motifs qui en dérivent (la tête du serpent, la broche). La fibule et la feuille de frêne seraient symboles de la femme et de la fécondité.

## Peintures murales

### Premières enquêtes

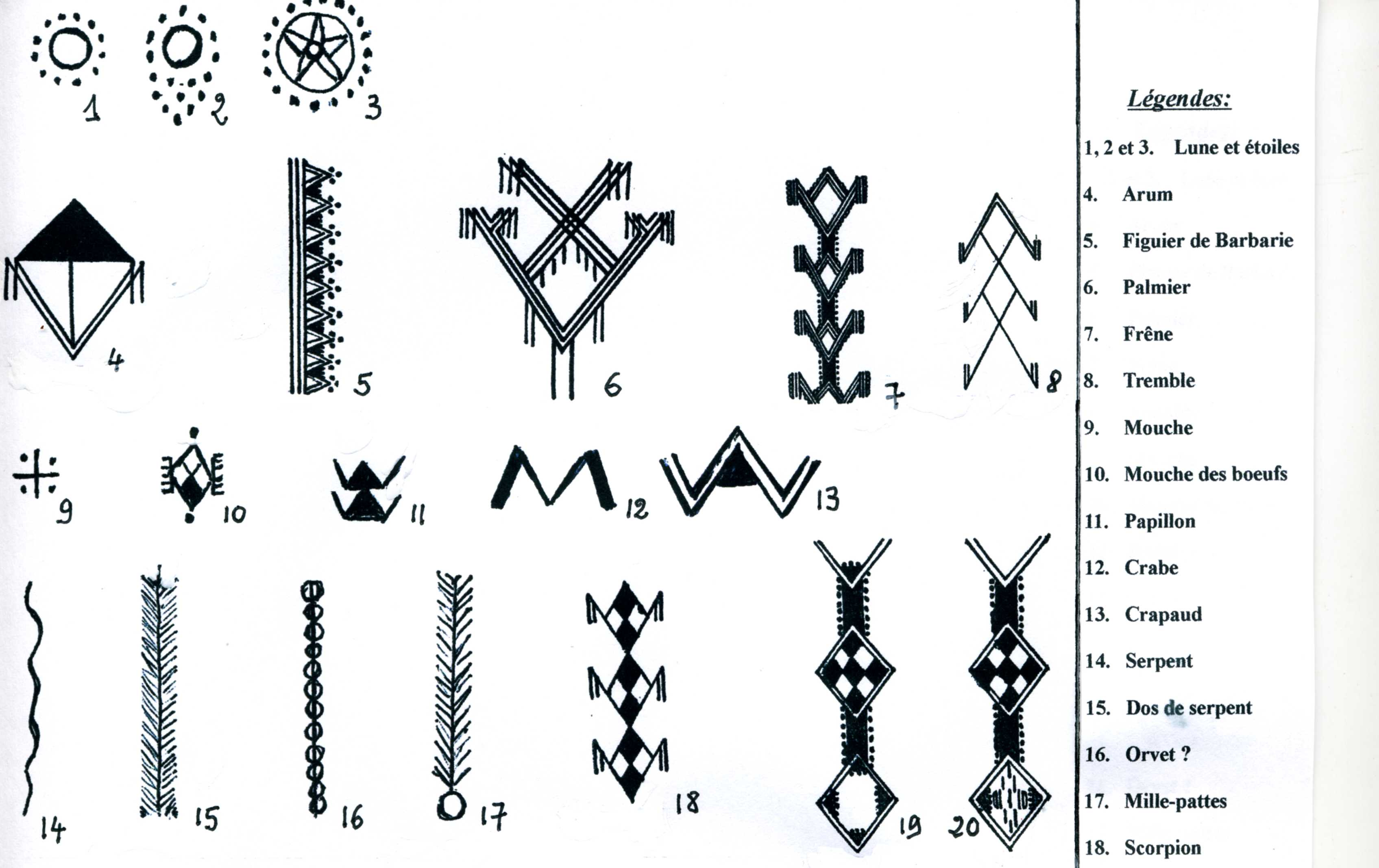

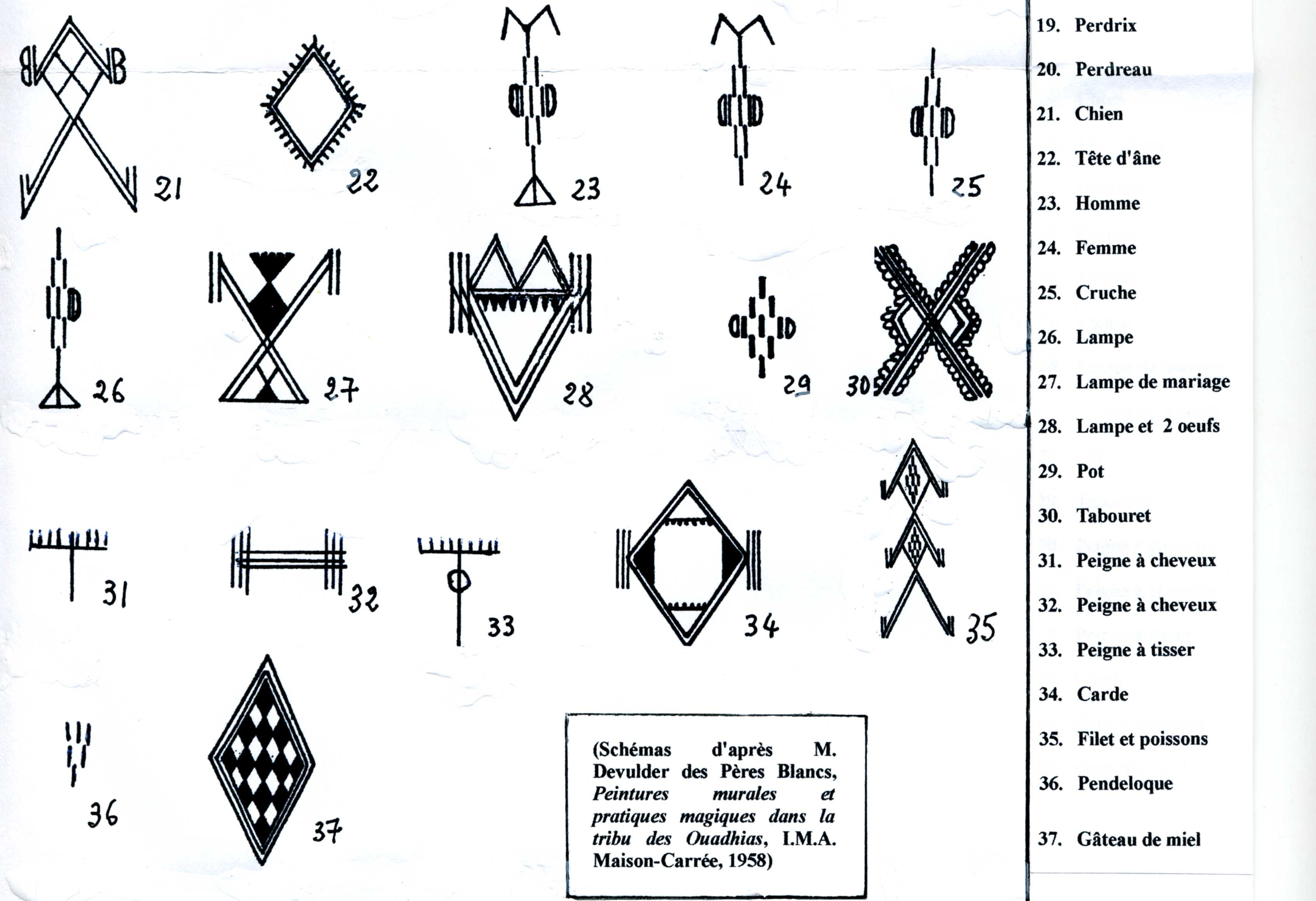
Signes de décorations murales.

« Je n'ai pu m'en faire expliquer le sens exact, ni savoir à quels maléfices elles doivent s'opposer. (…) Je recommande à quiconque en pourrait avoir l'occasion de relever avec soin ces peintures sur maison. », écrivait dès 1911 Arnold van Gennep de ces ornementations.
À partir d'une enquête menée entre 1942 et 1944 par un informateur auprès des femmes, le R. P. Devulder publie en 1958 une étude qui porte uniquement sur les décorations murales intérieures de maisons de la tribu des Ouadhias, en particulier des villages de Taourirt-Abdellah, Adrar-Amellal et Aït-Abdelkrim. Un document présente cependant la décoration extérieure d'une porte à Ighil-Igoulmimène.
Ces dessins muraux qui représentent des objets familiers n'ont que rarement une seule valeur décorative : « le plus souvent ils rappellent un rite (…) où la femme kabyle se remémore les moyens d'attaque et de défense pour conserver son bonheur », observe l'auteur. « Rappels schématiques de la vie et des soucis d'une femme kabyle dans son ménage », ils ont pour but de lui rappeler « tous les rites magiques et superstitieux qui peuvent, d'après leurs croyances, les rendre heureuses ou malheureuses », écrit-il encore. « Nos ancêtres, dans les vitraux des cathédrales, apprenaient l'histoire de leur religion et des Saints vénérés (…) On peut voir dans cette pratique une analogie avec ce que nous trouvons aux Ouadhias », analyse plus généralement M. Devulder. Il serait aussi possible de rapprocher son interprétation de celle que propose André Leroi-Gourhan des fresques animalières de la préhistoire, constituées de « mythogrammes » comparables aux images d'une bande dessinée. 
Dans son essai d'interprétation, l'auteur apporte de nombreuses précisions, notamment:
- Figures no 1, 2 et 3 : la lune et les étoiles sont aussi l'image d'une belle femme et de ses fils[46].
- Figure no 5 : le figuier de Barbarie est figuré sous forme de haie[47].
- Figure no 7 : le frêne est un arbre auquel les femmes kabyles suspendent des amulettes[48].
- Figure no 13 : le crapaud est un animal maudit, utilisé pour séparer mari et femme ou pour rendre malade[49].
- Figure no 19 : la perdrix est représentée sous forme de deux losanges, celui du haut pour l'œil, celui du bas pour la gorge[50].
- Figures no 26 et 23 : la lampe est considérée comme le symbole de l'homme, du bonheur et de la joie. Elle est représentée avec un seul bras, l'homme avec deux[51].
- Figure no 30 : le tabouret est entouré de deux triangles symbolisant l'homme et la femme[48].
- Figure no 34 : la carde est tenue par des mains de femme[48].
- Figure no 35 : dans les deux losanges supérieurs du filet sont représentés des poissons[48].

En 1972 le peintre Mohammed Khadda, dans le chapitre sur « L'art berbère » du petit ouvrage qu'il consacre à l'histoire de l'art en Algérie, résume dans sa réflexion les analyses du R.P. Dedonder, dont il reprend deux illustrations. Soulignant que ni les objets (peigne, lampe, lit, cruche) ni les animaux (scorpion, lézard, crapaud, mille-pattes, composant le « bestiaire de la sorcellerie » destiné à protéger « le couple dans son intimité, exorcisant l'adultère, la maladie » et à lui apporter « la santé, l'entente, l'harmonie et la fécondité ») représentés sous forme d'« idéogrammes » ne sont pris au hasard, l'auteur rappelle « que l'art s'est insensiblement dégagé des pratiques magico-mystiques auxquelles il était indissolublement lié à l'origine ». « En qualifiant ces femmes d'artistes, nous irions certainement à l'encontre d'un préjugé profondément enraciné », conclut-il.

### L'écriture ésotérique des femmes

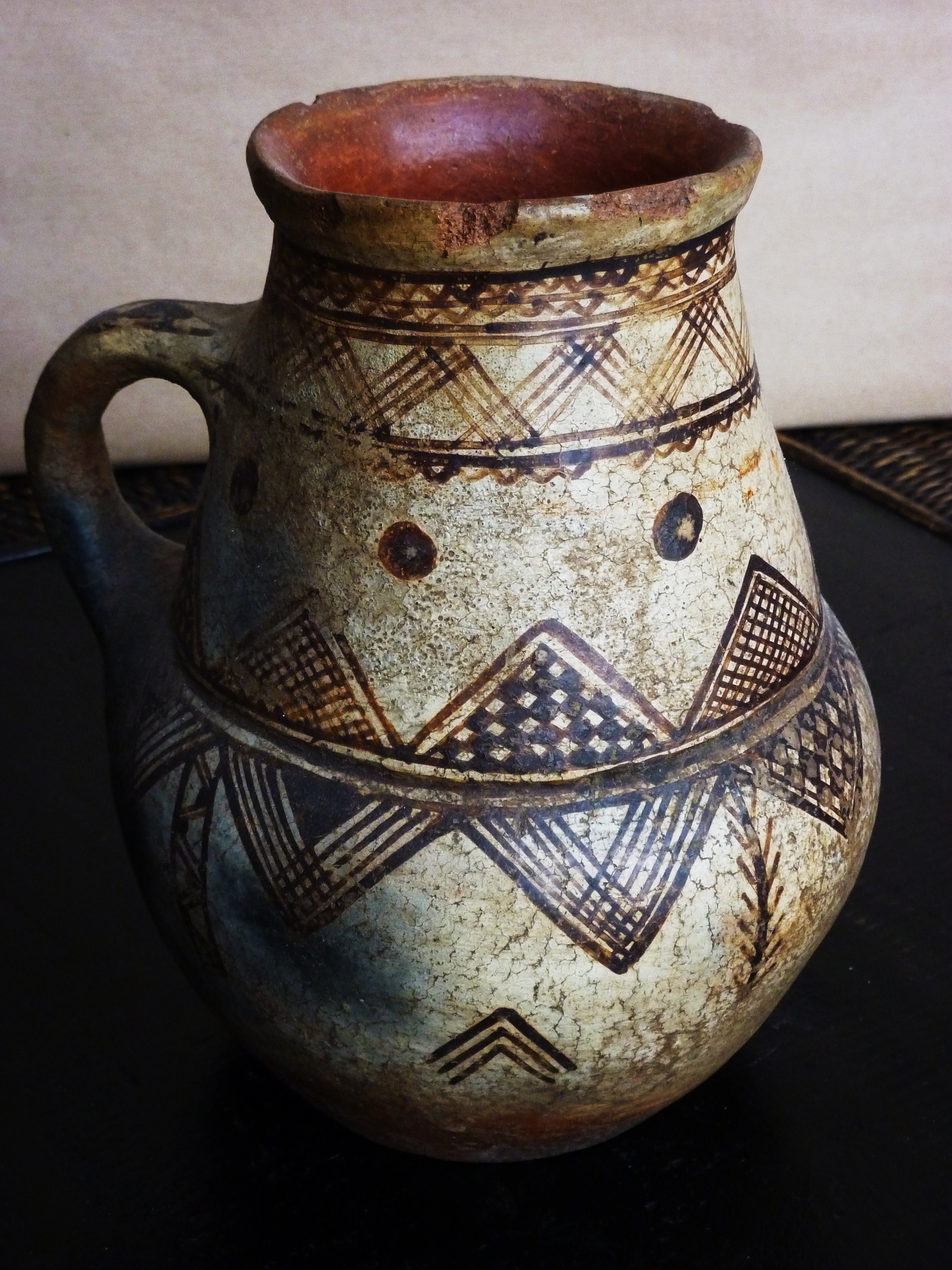
Poterie de Petite Kabylie, vers 1970.

Dans l'ouvrage qu'elle publie en 1999 Makilam juge que l'étude du R.P. Devulder constitue « un recueil modeste, cependant fondamental » « en ce qui concerne l'interprétation de ces dessins et, surtout, de leur valeur magique ». Elle observe que l'écriture symbolique des femmes kabyles n'a depuis jamais fait l'objet d'une étude systématique. Si, après A. Van Gennep, le R.P. Devulder a « fait découvrir un grand nombre de pratiques magiques qui accompagnaient l'élaboration de ces « peintures murales », Malikam entreprend cependant de reprendre son analyse et, à la lumière des réflexions, notamment, de Jung et de Mircea Eliade, de la compléter.
Elle situe d'emblée la décoration murale par rapport aux « Portes de l'année » (tibburen ussegwass, expression reprise par Jean Servier pour le titre de son « ouvrage fondamental »), qui délimitent les saisons. Au printemps, obligatoirement avant les semailles, la femme kabyle « débute le cycle de la poterie en accord avec les interdits de la terre et elle crépit l'intérieur de ses murs avant de les revêtir de peintures magiques », chaque fois uniques. Après la tonte des brebis, elle commence également à filer la laine puis, pendant l'été, les poteries sont mises à sécher. Passés les labours elle commence à l'automne de tisser. Dans la société fermée, rurale et pastorale, des Kabyles, en amont de la séparation entre sacré et profane, l'ensemble de ces opérations se fait en accord avec le devenir du milieu naturel, dans une vision cosmique, selon un rituel de pratiques ancestrales transmis de mères en filles.
C'est dans le cadre de l'analyse de ces pratiques que Makilam aborde l'écriture ésotérique des poteries et des décorations murales. Sans prétendre effectuer le recensement exhaustif des signes conventionnels qui, sous des noms souvent différents selon les femmes et les villages, sont présents dans tout le Djurdjura, l'auteur, autour de huit illustrations, formule l'interprétation de quelques figures particulières.
- La lampe représente aussi bien l'homme que la femme dont elle figure les parties sexuelles. La cruche est plus particulièrement une figuration de la femme[59].

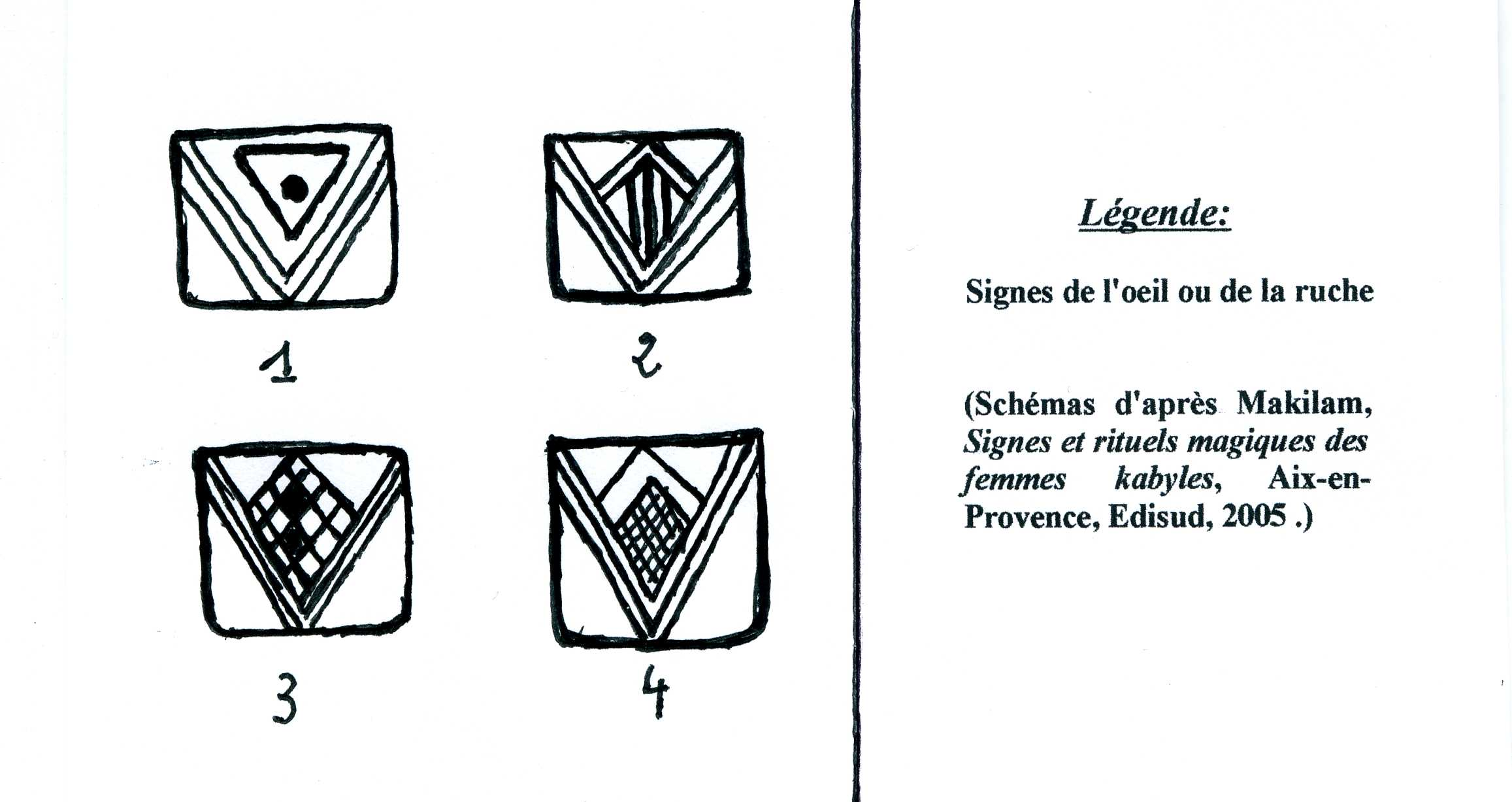
Signes de l'œil ou de la ruche.

- Les triangles dont le sommet est dirigé vers le bas (la terre) « traduisent le principe primaire de la vie dans le delta fertile du corps de la femme »[60] dont ils glorifient la nature créatrice dans un sens mystique. Les traits parallèles de la partie supérieure représentent les jambes. Dans la partie inférieure du V un point noir (figure n° 1) ou un losange constitue une « porte magique ». Elle peut être figurée par un trait vertical rouge entourés de deux traits noirs (figure n° 2) ou un damier de carreaux noirs et blancs (figures n° 3 et n° 4). Selon l'auteur tous ces dessins qui portent les noms de l'œil ou de la ruche sont des allusions au sexe féminin, nid dont « sort le miel de la Vie semblable à celui des abeilles »[61]. La base du losange est parfois complétée par un « M » représentant les jambes repliées. Ces représentations féminines, loin d'être érotiques ou pornographiques, « ne servent pas non plus à provoquer ou à prôner la fécondité de la femme en réduisant celle-ci à son rôle de reproductrice » : lui rappelant la fonction sacrée de la maternité, elles doivent plutôt être associées à la figure de la Grande Mère universelle[62].
- Les triangles dont le sommet est inversement dirigé vers le haut (le ciel) évoquent le principe masculin. Un motif montrant la superposition des deux triangles accompagnés de « M »  est analysé par Makilam comme une représentation de l'acte sexuel dont le message ne saurait être réduit à la seule union physique.
- L'œuf, dessiné sous la forme d'un triangle blanc sans signe de remplissage, est symbole de la naissance et de l'éternité de la germination de la vie[63].
- Le palmier (motif relevé par M. Devulder) est un arbre dont les femmes kabyles, dans de nombreux rites de fécondité, associent la datte à la naissance d'un enfant. On peut l'interpréter comme une visualisation de l'étreinte amoureuse[64].

La grande part de ces signes semblent ainsi pour l'auteur transcrire « le miracle de la conception d'un être humain dans le ventre maternel », « le principe éternel de la vie qui se perpétue d'une mère à la suivante ».

## Tissages

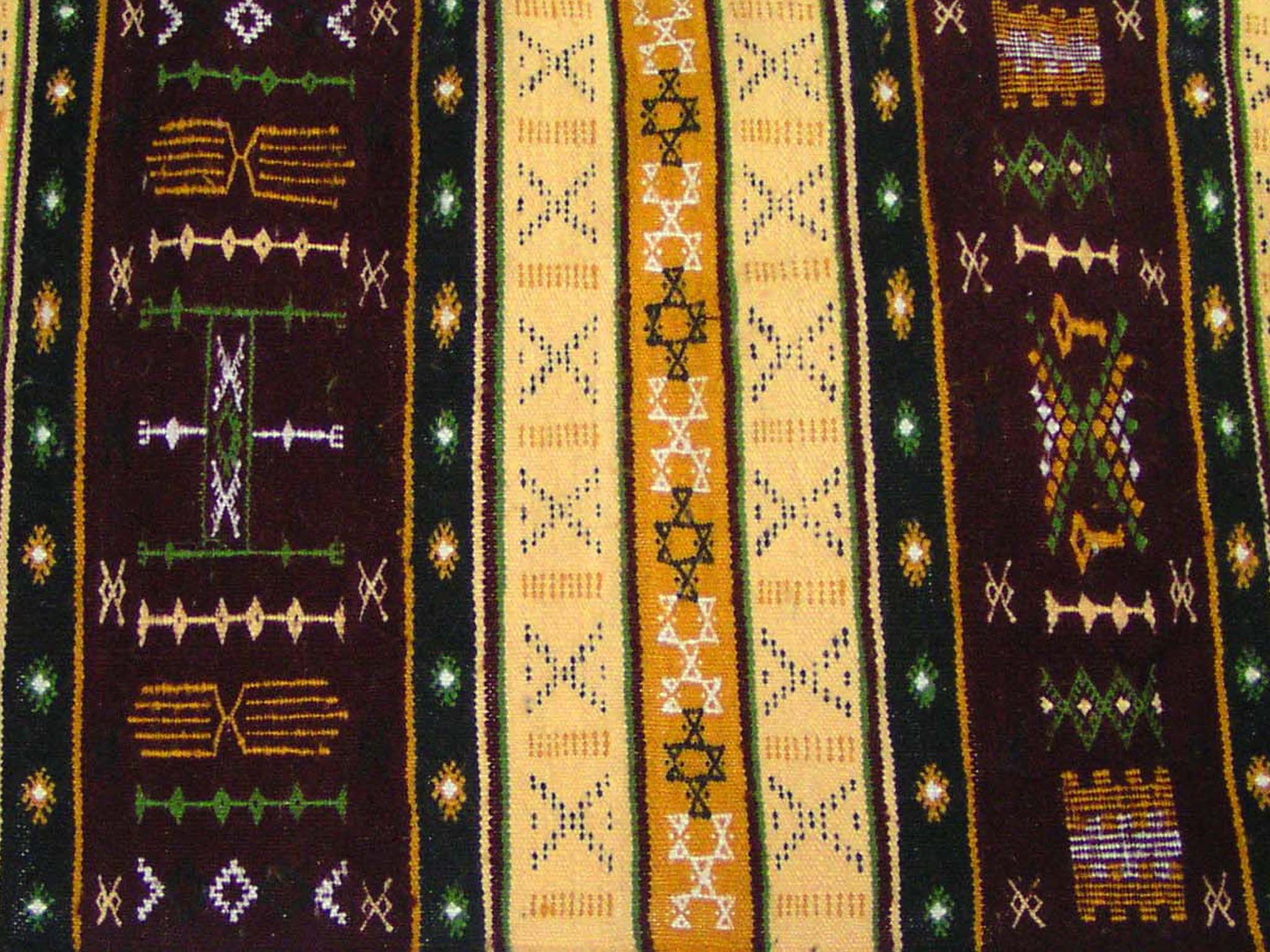
Tapis de Kabylie.
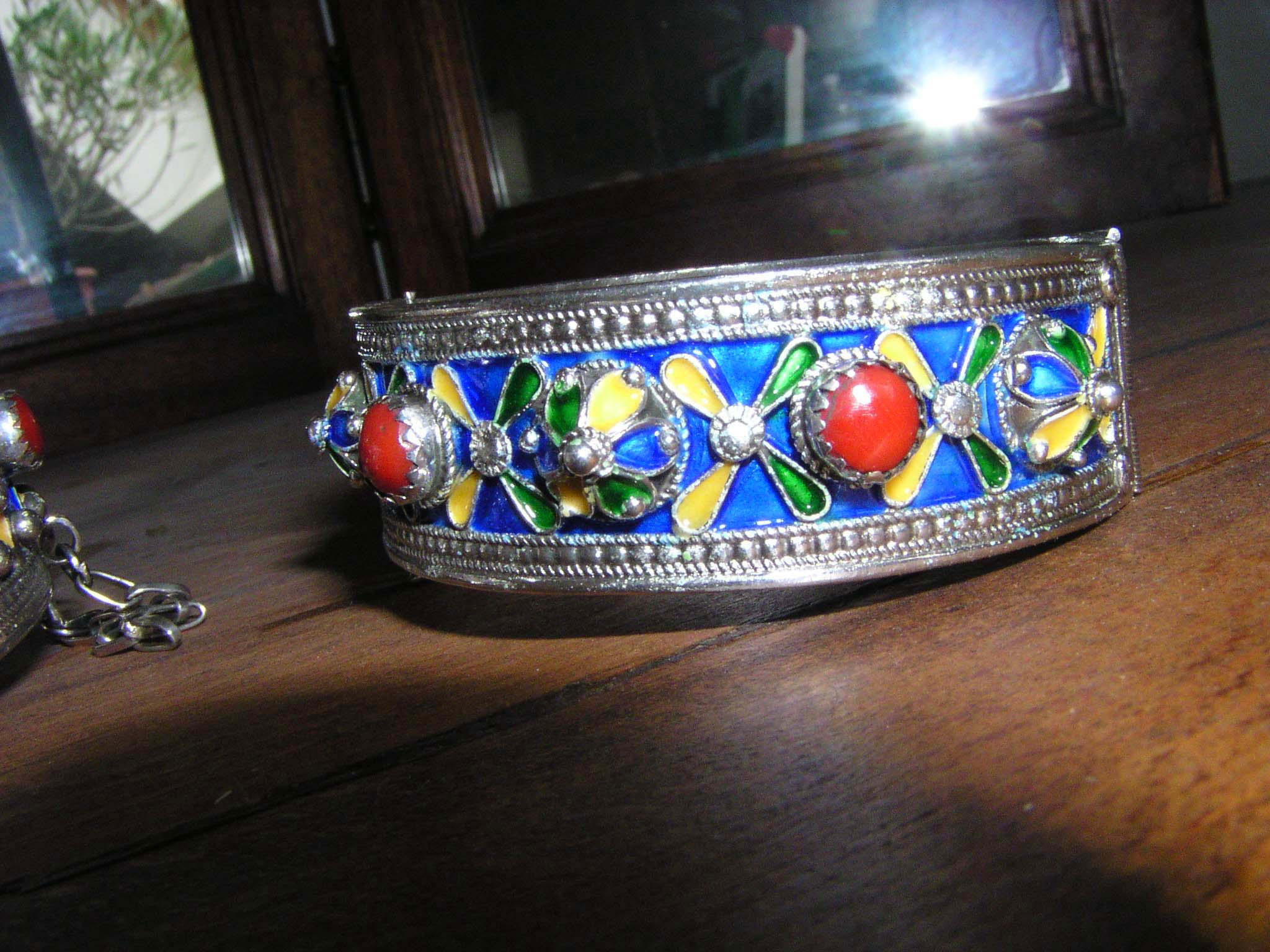
Bijou kabyle.
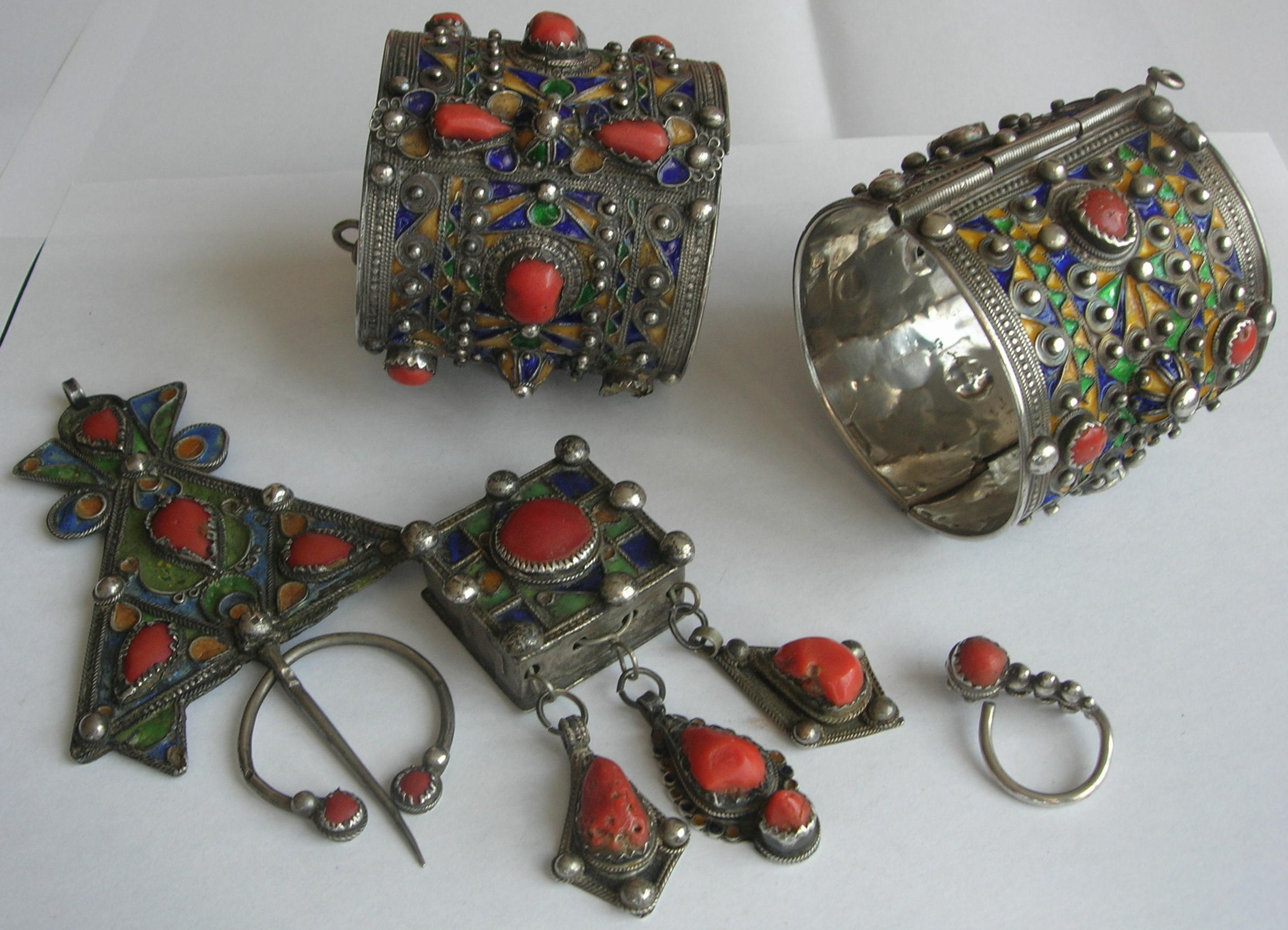
Bijoux traditionnels de Kabylie.

## Bijoux
Selon Makilam les bijoux kabyles sont également « des emblèmes protecteurs et guérisseurs », l'argent dans lequel ils sont travaillés rappelant l'éclat de la lune à laquelle la femme est associée.

## L'art berbère

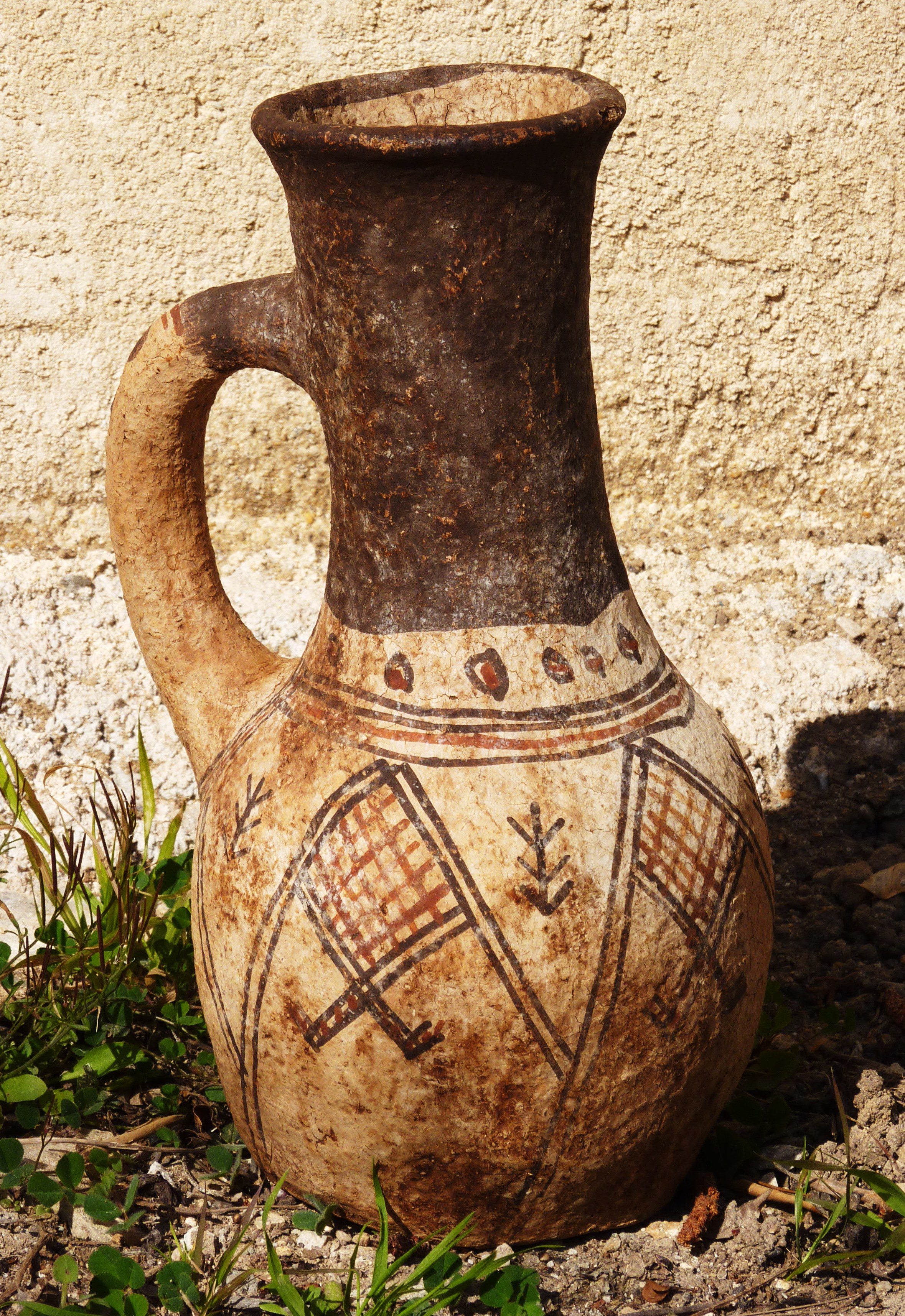
Poterie berbère moderne du nord du Maroc.

Les signes et symboles de Kabylie manifestent des affinités avec les signes et symboles présents dans l'art berbère au Maroc et en Tunisie..

## Postérité esthétique
Les signes et symboles de Kabylie ont été librement recréés dans les œuvres d'artistes contemporains, principalement d'Algérie (Choukri Mesli, Denis Martinez) ou d'origine algérienne (le damier dans les œuvres de Philippe Amrouche), mais également européens (Assumpció Oristrell), ou encore dans le domaine du numérique avec la création de fontes élaborées à partir de motifs berbères (voir http://www.dafont.com/fr/amazigh-motifs.font).

## Bibliographie

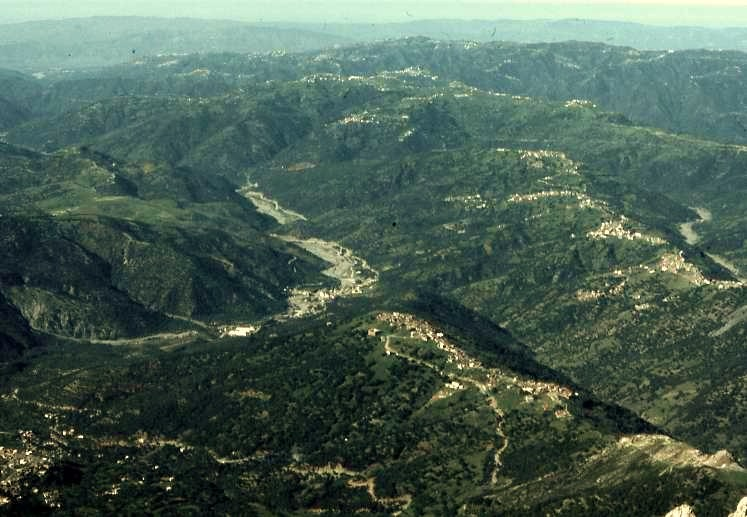
Paysage de Kabylie depuis le col de Tizi Kouilal.